# Zelenohiria
Zelenohiria (en (ucraïnès): Зеленогір'я, en rus: Зеленогорье, Zelenogorie) és un poble de la República Autònoma de Crimea a Ucraïna, que el 2014 tenia 231 habitants. Pertany al districte rural d'Aluixta.